# Cyrtandra quercifolia
Cyrtandra quercifolia är en tvåhjärtbladig växtart som beskrevs av Spencer Le Marchant Moore. Cyrtandra quercifolia ingår i släktet Cyrtandra och familjen Gesneriaceae. Inga underarter finns listade i Catalogue of Life.